# Rousseauxia mandrarensis
Rousseauxia mandrarensis är en tvåhjärtbladig växtart som först beskrevs av Joseph Marie Henry Alfred Perrier de la Bâthie, och fick sitt nu gällande namn av Jacq.-fél.. Rousseauxia mandrarensis ingår i släktet Rousseauxia och familjen Melastomataceae. Inga underarter finns listade i Catalogue of Life.